# 一宮豊氏
一宮 豊氏（いちのみや とようじ）は、戦国時代の武将。甲斐武田氏家臣。上野国甘楽郡一宮郷の国衆。一宮社（一之宮貫前神社、現・群馬県富岡市一ノ宮）の神主。諱のうち「豊」は武田氏の取次である武田信豊からの偏諱と考えらえている。

## 生涯
父は武田氏配下の国衆で一宮社神主の一宮氏忠。武田氏配下において一宮氏は同じ甘楽郡の国衆で国峯城主・小幡信真の同心とされたと考えられている。天正7年（1579年）2月8日付で武田氏の奉行衆に一宮社の社領の提出を行っているのが豊氏の史料上の初見である。それによると社領は神事役41貫文余・社領329貫文・夫免50貫文から構成され、甘楽郡尾崎郷（現・富岡市）・高瀬郷（同前）・碓氷郡後閑郷（現・安中市）に所在していたという。同10年（1582年）3月に武田氏が滅亡すると織田氏配下の滝川一益に属し、次いで後北条氏に従属したとみられる。後北条氏配下の際も武田氏配下時と同様に国峯小幡氏の同心とされた。翌11年（1583年）3月に後北条氏によって作成された着到状では21人の軍役負担を負わされている。その後の具体的な動向は不明であり、没年も不明である。